# 鬥牛犬蟻亞科
鬥牛犬蟻亞科（学名：Myrmeciinae）又称犬蚁亚科隸屬於蟻科，曾經廣佈世界，但現在只分布於新喀里多尼亞及澳洲，該亞科的工蟻可以交配和繁殖，他們能在蟻后死後繼續維持群體存活。鬥牛犬蟻亞科早期只有一個屬鬥牛犬蟻屬（Myrmecia），2003年時 Ward 和 Bardy 重新描述了該亞科，並將其增加至2族4屬；2006年從早使新世的丹麥、加拿大及華盛頓中描述了4屬9種，其中1屬由地位未名的物種組成。

## 族與屬
以下分类根据蚂蚁维基（AntWiki）：
- Myrmeciini Emery, 1877 陸譯：犬蟻族
  -  Myrmecia Fabricius, 1804
- 锯蚁族 Prionomyrmecini（英语：Prionomyrmecini） Wheeler, 1915 暂无台湾譯名
  - †Avitomyrmex（英语：Avitomyrmex） Archibald, Cover & Moreau, 2006
  - †蟹牙針蟻屬 Cariridris Brandão & Martins-Neto, 1990 暂无大陆譯名
  - †Macabeemyrma（英语：Macabeemyrma） Archibald, Cover & Moreau, 2006
  -  Nothomyrmecia Clark, 1934 陸譯：響蟻屬
  - †锯蚁属 Prionomyrmex（英语：Prionomyrmex） Mayr, 1868 暂无台湾譯名
  - †Propalosoma（英语：Propalosoma） Dlussky & Rasnitsyn, 1999
  - 伊普雷斯蚁属 †Ypresiomyrma（英语：Ypresiomyrma） Archibald, Cover & Moreau, 2006
- 地位未定 incertae sedis
  - †Archimyrmex（英语：Archimyrmex） Cockerell, 1923
  - †Myrmeciites（英语：Myrmeciites） Archibald, Cover & Moreau, 2006

## 分類
鬥牛犬蟻亞科是由義大利昆蟲學家 Carlo Emery 於1877年建立，起初的名字是 Myrmeciidae，以該亞科的模式屬鬥牛犬蟻屬命名，1882年，該亞科被法國昆蟲學家 Ernest André 更動為 Myrmicidae 科（蟻科的前身）下的一個族，但在1905年被移動到針蟻亞科下。

## 延伸閱讀
- 鬥牛犬蟻亞科物种列表（英语：List of Myrmecia species）

## 外部連結
- 维基共享资源上的相關多媒體資源：鬥牛犬蟻亞科
- 維基物種上的相關：鬥牛犬蟻亞科